# Педру II (маніконго)
Педру II (порт. Pedro II) або Нканґа-а-Мбіка луа Нтумба-а-Мвемба (кон. Nkanga a Mbika lua Ntumba a Mwemba; 1575 — 13 квітня 1624) — сімнадцятий маніконго центральноафриканського королівства Конго.

## Біографія
До сходження на престол перебував при дворі маніконго Алвару III та мав титули маркіза Вембо, а пізніше — герцога Мбамба. На момент смерті Алвару III (1622) його син був надто малим, щоб зійти на престол, тому місцева знать у якості компромісного варіанту обрала спадкоємцем померлого маніконго саме герцога Мбамба, який зайняв трон під іменем Педру II.
Невдовзі після приходу Педру II до влади губернатор Анголи Жоао Коррея де Соуза відрядив свої війська до Конго, стверджуючи, що він має право брати участь у виборах маніконго. Окрім того він звинувачував Педру в наданні притулку рабам-утікачам з Анголи ще коли той був герцогом Мбамба. На початку того конфлікту португальці завдали поразки військам, що базувались у провінції Мбамба, втім, коли Педру кинув у бій свої основні сили, губернатор Анголи зазнав нищівної поразки та був змушений тікати. Після цього в Конго почались заворушення, спрямовані проти португальських купців, їх роззброювали та навіть змушували роздягатись і йти з країни.
Педру II, розбивши табір у Мбана-Касі, почав писати скарги до Риму та іспанського короля, який на той час правив також і Португалією. В результаті Жоао Коррею де Соузу було усунуто від посади, а близько 1 200 рабів повернулись із Бразилії до Анголи. Педру ж, прагнучи зберегти в Конго португальську спільноту, а також пам'ятаючи відданість португальців під час війни, доклав значних зусиль, щоб зберегти їхні життя та майно, за що Педру II отримав прізвисько «Король португальців».
Окрім іншого, Педру запропонував військовий союз голландцям, написавши листа до Генеральних штатів. Маніконго мав план спільного нападу на Луанду: конголезці з суші, нідерландці — з моря. Попри те, що Педру помер до того, як союз було створено, його план все ж було реалізовано 1641 року.